# 2021–2022-es UEFA-bajnokok ligája
A 2021–2022-es UEFA-bajnokok ligája a legrangosabb európai nemzetközi labdarúgókupa, mely jelenlegi nevén a 30., jogelődjeivel együttvéve pedig a 67. alkalommal került kiírásra. A döntőnek a párizsi Stade de France ad otthont. A győztes részt vesz a 2022-es UEFA-szuperkupa döntőjében, ahol az ellenfele a 2021–2022-es Európa-liga győztese lesz. A BL-t a spanyol Real Madrid nyerte, története során 14. alkalommal.
2021. június 24-én az UEFA a klubtornákon eltörölte az idegenben szerzett gólok szabályát, amely 1965 óta volt érvényben.

## A besorolás rendszere

### Rangsor
A 2021–2022-es UEFA-bajnokok ligája kiosztott helyeihez a 2020-as ország-együtthatót vették alapul, amely az országok csapatainak teljesítményét vette figyelembe a 2015–16-os szezontól a 2019–20-asig.
| Hely. | Szövetség     | Koeff.  | Cs | Mj |
| ----- | ------------- | ------- | -- | -- |
| 1.    | Spanyolország | 102,283 | 4  |    |
| 2.    | Anglia        | 90,462  | 4  |    |
| 3.    | Németország   | 74,784  | 4  |    |
| 4.    | Olaszország   | 70,653  | 4  |    |
| 5.    | Franciaország | 59,248  | 3  |    |
| 6.    | Portugália    | 49,449  | 3  |    |
| 7.    | Oroszország   | 45,549  | 2  |    |
| 8.    | Belgium       | 37,900  | 2  |    |
| 9.    | Ukrajna       | 36,100  | 2  |    |
| 10.   | Hollandia     | 35,750  | 2  |    |
| 11.   | Törökország   | 33,600  | 2  |    |
| 12.   | Ausztria      | 32,925  | 2  |    |
| 13.   | Dánia         | 29,250  | 2  |    |
| 14.   | Skócia        | 27,875  | 2  |    |
| 15.   | Csehország    | 27,300  | 2  |    |
| 16.   | Ciprus        | 26,750  | 1  |    |
| 17.   | Svájc         | 26,400  | 1  |    |
| 18.   | Görögország   | 26,300  | 1  |    |
| 19.   | Szerbia       | 25,500  | 1  |    |

| Hely. | Szövetség        | Koeff. | Cs | Mj |
| ----- | ---------------- | ------ | -- | -- |
| 20.   | Horvátország     | 24,875 | 1  |    |
| 21.   | Svédország       | 22,750 | 1  |    |
| 22.   | Norvégia         | 21,750 | 1  |    |
| 23.   | Izrael           | 19,625 | 1  |    |
| 24.   | Kazahsztán       | 19,250 | 1  |    |
| 25.   | Fehéroroszország | 18,875 | 1  |    |
| 26.   | Azerbajdzsán     | 18,750 | 1  |    |
| 27.   | Bulgária         | 17,375 | 1  |    |
| 28.   | Románia          | 16,700 | 1  |    |
| 29.   | Lengyelország    | 16,625 | 1  |    |
| 30.   | Szlovákia        | 15,875 | 1  |    |
| 31.   | Liechtenstein    | 13,500 | 0  |    |
| 32.   | Szlovénia        | 13,000 | 1  |    |
| 33.   | Magyarország     | 12,875 | 1  |    |
| 34.   | Luxemburg        | 8,000  | 1  |    |
| 35.   | Litvánia         | 7,875  | 1  |    |
| 36.   | Örményország     | 7,625  | 1  |    |
| 37.   | Lettország       | 7,625  | 1  |    |

| Hely. | Szövetség           | Koeff. | Cs | Mj |
| ----- | ------------------- | ------ | -- | -- |
| 38.   | Albánia             | 7,375  | 1  |    |
| 39.   | Macedónia           | 7,375  | 1  |    |
| 40.   | Bosznia-Hercegovina | 6,875  | 1  |    |
| 41.   | Moldova             | 6,750  | 1  |    |
| 42.   | Írország            | 6,700  | 1  |    |
| 43.   | Finnország          | 6,500  | 1  |    |
| 44.   | Grúzia              | 5,750  | 1  |    |
| 45.   | Málta               | 5,750  | 1  |    |
| 46.   | Izland              | 5,375  | 1  |    |
| 47.   | Wales               | 5,000  | 1  |    |
| 48.   | Észak-Írország      | 4,875  | 1  |    |
| 49.   | Gibraltár           | 4,750  | 1  |    |
| 50.   | Montenegró          | 4,375  | 1  |    |
| 51.   | Észtország          | 4,375  | 1  |    |
| 52.   | Koszovó             | 4,000  | 1  |    |
| 53.   | Feröer              | 3,750  | 1  |    |
| 54.   | Andorra             | 2,831  | 1  |    |
| 55.   | San Marino          | 0,666  | 1  |    |

### Lebonyolítás
|                                      |                                      | A szakaszban bekapcsolódók | Az előző forduló továbbjutói                                                      |
| ------------------------------------ | ------------------------------------ | --- | --------------------------------------------------------------------------------- |
| Előselejtező (4 csapat)              | Előselejtező (4 csapat)              | - 4 bajnok az 52–55. helyen rangsorolt bajnokságokból |                                                                                   |
| 1. selejtezőkör (32 csapat)          | 1. selejtezőkör (32 csapat)          | - 31 bajnok a 20–51. helyen rangsorolt bajnokságokból (kivéve Liechtenstein) | - 1 győztes az előselejtezőből                                                    |
| 2. selejtezőkör                      | Bajnoki ág (20 csapat)               | - 4 bajnok a 16–19. helyen rangsorolt bajnokságokból | - 16 győztes az 1. selejtezőkörből                                                |
| 2. selejtezőkör                      | Nem bajnoki ág (6 csapat)            | - 6 második a 10–15. helyen rangsorolt bajnokságokból |                                                                                   |
| 3. selejtezőkör                      | Bajnoki ág (12 csapat)               | - 2 bajnok a 14–15. helyen rangsorolt bajnokságból | - 10 győztes a 2. selejtezőkörből                                                 |
| 3. selejtezőkör                      | Nem bajnoki ág (8 csapat)            | - 3 második a 7–9. helyen rangsorolt bajnokságokból - 2 harmadik az 5–6. helyen rangsorolt bajnokságból | - 3 győztes a 2. selejtezőkör nem bajnoki ágáról                                  |
| Rájátszás                            | Bajnoki ág (8 csapat)                | - 2 bajnok a 12–13. helyen rangsorolt bajnokságból | - 6 győztes a 3. selejtezőkör bajnoki ágáról                                      |
| Rájátszás                            | Nem bajnoki ág (4 csapat)            | | - 4 győztes a 3. selejtezőkör nem bajnoki ágáról                                  |
| Csoportkör (32 csapat)               | Csoportkör (32 csapat)               | - a 2020–2021-es EL győztese - 11 bajnok az 1–11. helyen rangsorolt bajnokságokból - 6 második az 1–6. helyen rangsorolt bajnokságokból - 4 harmadik az 1–4. helyen rangsorolt bajnokságokból - 4 negyedik az 1–4. helyen rangsorolt bajnokságokból | - 4 győztes a rájátszás bajnoki ágáról - 2 győztes a rájátszás nem bajnoki ágáról |
| Egyenes kieséses szakasz (16 csapat) | Egyenes kieséses szakasz (16 csapat) | | - 8 csoportgyőztes - 8 csoportmásodik                                             |

### Csapatok
- BL – A 2020–2021-es UEFA-bajnokok ligája győztese
- EL - A 2020–2021-es Európa-liga győztese
- Zárójelben a csapat bajnokságban elért helyezése olvasható.
- F-x.: Az „F” betűvel és mellette a helyezés számával jelzett helyezések a Covid19-pandémia miatt félbeszakadt bajnokságokat és az adott ország szövetsége által megállapított helyezéseket jelentik.

| Forduló | Forduló | Csapatok               | Csapatok                 | Csapatok                   | Csapatok               |  |  |
| ------- | ------- | ---------------------- | ------------------------ | -------------------------- | ---------------------- |  |  |
| CS      | CS      | ChelseaBL (4.)         | VillarrealEL (7.)        | Atlético Madrid (1.)       | Real Madrid (2.)       |  |  |
| CS      | CS      | Barcelona (3.)         | Sevilla (4.)             | Manchester City (1.)       | Manchester United (2.) |  |  |
| CS      | CS      | Liverpool (3.)         | Bayern München (1.)      | RB Leipzig (2.)            | Borussia Dortmund (3.) |  |  |
| CS      | CS      | VfL Wolfsburg (4.)     | Internazionale (1.)      | Milan (2.)                 | Atalanta (3.)          |  |  |
| CS      | CS      | Juventus (4.)          | Lille (1.)               | Paris Saint-Germain (2.)   | Sporting CP (1.)       |  |  |
| CS      | CS      | Porto (2.)             | Zenyit (1.)              | Club Brugge (1.)           | Dinamo Kijiv (1.)      |  |  |
| CS      | CS      | Ajax (1.)              | Beşiktaş (1.)            |                            |                        |  |  |
|         |         |                        |                          |                            |                        |  |  |
| R       | B       | Red Bull Salzburg (1.) | Brøndby (1.)             |                            |                        |  |  |
|         |         |                        |                          |                            |                        |  |  |
| S3      | B       | Rangers (1.)           | Slavia Praha (1.)        |                            |                        |  |  |
| S3      | NB      | Monaco (3.)            | Benfica (3.)             | Szpartak Moszkva (2.)      | Genk (2.)              |  |  |
| S3      | NB      | Sahtar Doneck (2.)     |                          |                            |                        |  |  |
|         |         |                        |                          |                            |                        |  |  |
| S2      | B       | Omónia (1.)            | Young Boys (1.)          | Olimbiakósz (1.)           | Crvena zvezda (1.)     |  |  |
| S2      | NB      | PSV Eindhoven (2.)     | Galatasaray (2.)         | Rapid Wien (2.)            | FC Midtjylland (2.)    |  |  |
| S2      | NB      | Celtic (2.)            | Sparta Praha (2.)        |                            |                        |  |  |
|         |         |                        |                          |                            |                        |  |  |
| S1      | S1      | Dinamo Zagreb (1.)     | Malmö FF (1.)            | Bodø/Glimt (1.)            | Makkabi Haifa (1.)     |  |  |
| S1      | S1      | Kajrat (1.)            | Sahcjor Szalihorszk (1.) | Neftçi (1.)                | Ludogorec Razgrad (1.) |  |  |
| S1      | S1      | CFR Cluj (1.)          | Legia Warszawa (1.)      | Slovan Bratislava (1.)     | Mura (1.)              |  |  |
| S1      | S1      | Ferencváros (1.)       | Fola Esch (1.)           | Žalgiris (1.)              | Alashkert (1.)         |  |  |
| S1      | S1      | Riga (1.)              | Teuta Durrës (1.)        | FK Skendija (1.)           | Borac Banja Luka (1.)  |  |  |
| S1      | S1      | Sheriff Tiraspol (1.)  | Shamrock Rovers (1.)     | HJK (1.)                   | Dinamo Tbiliszi (1.)   |  |  |
| S1      | S1      | Hibernians (F-2.)MLT   | Valur (F-1.)             | Connah’s Quay Nomads (1.)  | Linfield (1.)          |  |  |
| S1      | S1      | Lincoln Red Imps (1.)  | Budućnost Podgorica (1.) | Flora (1.)                 |                        |  |  |
| S1      | S1      |                        |                          |                            |                        |  |  |
| ES      | ES      | FK Pristina (1.)       | HB Tórshavn (1.)         | Inter Club d’Escaldes (1.) | Folgore (1.)           |  |  |

Jegyzetek
- Málta (MLT): A máltai bajnok Ħamrun Spartans a 2012–2013-as szezonban egy bundaügyben érintett volt. Az ezzel járó büntetést a klub a 2021–2022-es idényben tölti le. Ezért helyette a bajnoki második helyezett Hibernians szerepelhet.[4]

## Fordulók és időpontok
A mérkőzések időpontjai a következők. A sorsolásokat – a csoportkör sorsolásának kivételével – az UEFA székházában Nyonban, Svájcban tartják, a jelölt napokon 12 órától.
| Szakasz                  | Forduló        | Sorsolás dátuma     | 1. mérkőzés                              | 2. mérkőzés                              |
| ------------------------ | -------------- | ------------------- | ---------------------------------------- | ---------------------------------------- |
| Selejtezők               | Előselejtező   | 2021. június 8.     | 2021. június 22. (elődöntők)             | 2021. június 25. (döntő)                 |
| Selejtezők               | 1. forduló     | 2021. június 15.    | 2021. július 6–7.                        | 2021. július 13–14.                      |
| Selejtezők               | 2. forduló     | 2021. június 16.    | 2021. július 20–21.                      | 2021. július 27–28.                      |
| Selejtezők               | 3. forduló     | 2021. július 19.    | 2021. augusztus 3–4.                     | 2021. augusztus 10.                      |
| Selejtezők               | Rájátszás      | 2021. augusztus 2.  | 2021. augusztus 17–18.                   | 2021. augusztus 24–25.                   |
| Csoportkör               | 1. mérkőzésnap | 2021. augusztus 26. | 2021. szeptember 14–15.                  | 2021. szeptember 14–15.                  |
| Csoportkör               | 2. mérkőzésnap | 2021. augusztus 26. | 2021. szeptember 28–29.                  | 2021. szeptember 28–29.                  |
| Csoportkör               | 3. mérkőzésnap | 2021. augusztus 26. | 2021. október 19–20.                     | 2021. október 19–20.                     |
| Csoportkör               | 4. mérkőzésnap | 2021. augusztus 26. | 2021. november 2–3.                      | 2021. november 2–3.                      |
| Csoportkör               | 5. mérkőzésnap | 2021. augusztus 26. | 2021. november 23–24.                    | 2021. november 23–24.                    |
| Csoportkör               | 6. mérkőzésnap | 2021. augusztus 26. | 2021. december 7–8.                      | 2021. december 7–8.                      |
| Egyenes kieséses szakasz | Nyolcaddöntők  | 2021. december 13.  | 2022. február 15–16., 22–23.             | 2022. március 8–9., 15–16.               |
| Egyenes kieséses szakasz | Negyeddöntők   | 2022. március 18.   | 2022. április 5–6.                       | 2022. április 12–13.                     |
| Egyenes kieséses szakasz | Elődöntők      | 2022. március 18.   | 2022. április 26–27.                     | 2022. május 3–4.                         |
| Egyenes kieséses szakasz | Döntő          | 2022. március 18.   | 2022. május 28., Stade de France, Párizs | 2022. május 28., Stade de France, Párizs |

## Előselejtező
Az előselejtezőben 4 csapat vett részt. A csapatok egyenes kieséses rendszerben mérkőztek.
| Kiemeltek: - HB Tórshavn (2,250) - FK Pristina (2,250) | Nem kiemeltek: - Inter Club d’Escaldes (1,500) - Folgore (1,000) |

Párosítások
Az előselejtező sorsolását 2021. június 8-án, 12 órától tartották. Az elődöntőket 2021. június 22-én, a döntőt június 25-én játszották. A győztes az 1. selejtezőkörbe jutott. A vesztesek a Konferencia Liga 2. selejtezőkörének bajnoki ágára kerültek.
| 1. csapat   | Eredmény | 2. csapat             |
| ----------- | -------- | --------------------- |
| Elődöntők   |          |                       |
| Folgore     | 0–2      | Pristina              |
| HB Tórshavn | 0–1      | Inter Club d’Escaldes |
| Döntő       |          |                       |
| Pristina    | 2–0      | Inter Club d’Escaldes |

## Selejtező

### 1. selejtezőkör
Az 1. selejtezőkörben 32 csapat vett részt.
- T: Az előselejtezőkörből továbbjutott csapat, a sorsoláskor nem volt ismert.

| Kiemeltek: - Dinamo Zagreb (44,500) - Ludogorec Razgrad (28,000) - Malmö FF (18,500) - Legia Warszawa (16,500) - CFR Cluj (16,500) - Sheriff Tiraspol (14,500) - Ferencváros (13,500) - Skendija (9,000) - Slovan Bratislava (7,500) - Dinamo Tbiliszi (6,500) - Žalgiris (6,500) - Alashkert (6,500) - Flora (6,250) - Budućnost Podgorica (6,000) - Kajrat (6,000) - Lincoln Red Imps (5,750) | Nem kiemeltek: - Riga (5,500) - HJK (5,500) - Linfield (5,250) - Fola Esch (5,250) - Sahcjor Szalihorszk (5,250) - Neftçi (5,000) - Makkabi Haifa (4,875) - Shamrock Rovers (4,750) - Connah’s Quay Nomads (4,750) - Valur (4,250) - Bodø/Glimt (3,800) - Hibernians (3,750) - Mura (3,000) - Teuta (2,750) - Pristina (2,250) (T) - Borac Banja Luka (1,600) |

Párosítások
Az 1. selejtezőkör sorsolását 2021. június 15-én, 12 órától tartották. Az első mérkőzéseket 2021. július 6-án és 7-én, a második mérkőzéseket július 13-án és 14-én játszották. A párosítások győztesei a 2. selejtezőkörbe jutottak. A vesztesek közül 15 a UEFA Európa Konferencia Liga 2. selejtezőkörének bajnoki ágára került, egy vesztes, amelyet sorsolással döntöttek el, a UEFA Európa Konferencia Liga 3. selejtezőkörének bajnoki ágára került.
| 1. csapat            | Össz.Tooltip Aggregate score | 2. csapat           | 1. mérk. | 2. mérk.   |
| -------------------- | ---------------------------- | ------------------- | -------- | ---------- |
| Fola Esch            | 2–7                          | Lincoln Red Imps    | 2–2      | 0–5        |
| Slovan Bratislava    | 3–2                          | Shamrock Rovers     | 2–0      | 1–2        |
| Malmö FF             | 2–1                          | Riga                | 1–0      | 1–1        |
| Bodø/Glimt           | 2–5                          | Legia Warszawa      | 2–3      | 0–2        |
| Connah’s Quay Nomads | 2–3                          | Alashkert           | 2–2      | 0–1 (h.u.) |
| HJK                  | 7–1                          | Budućnost Podgorica | 3–1      | 4–0        |
| CFR Cluj             | 4–3                          | Borac Banja Luka    | 3–1      | 1–2 (h.u.) |
| Skendija             | 0–6                          | Mura                | 0–1      | 0–5        |
| Teuta                | 0–5                          | Sheriff Tiraspol    | 0–4      | 0–1        |
| Dinamo Tbiliszi      | 2–4                          | Neftçi              | 1–2      | 1–2        |
| Makkabi Haifa        | 1–3                          | Kajrat              | 1–1      | 0–2        |
| Ludogorec Razgrad    | 2–0                          | Sahcjor Szalihorszk | 1–0      | 1–0        |
| Ferencváros          | 6–1                          | Pristina            | 3–0      | 3–1        |
| Žalgiris             | 5–2                          | Linfield            | 3–1      | 2–1        |
| Flora                | 5–0                          | Hibernians          | 2–0      | 3–0        |
| Dinamo Zagreb        | 5–2                          | Valur               | 3–2      | 2–0        |

1. ↑  A párosítás vesztese az UEFA Európa Konferencia Liga 3. selejtezőkörének bajnoki ágára került.

### 2. selejtezőkör
A 2. selejtezőkör két ágból állt. A bajnoki ágon 20 csapat, a nem bajnoki ágon 6 csapat vett részt.
- T: Az 1. selejtezőkörből továbbjutott csapat, a sorsoláskor nem volt ismert.
- A dőlt betűvel írtak az 1. selejtezőkörben egy magasabb együtthatóval rendelkező csapat ellen győztek, és az ellenfél együtthatóját hozták magukkal.

Bajnoki ág
| Kiemeltek: - Dinamo Zagreb (44,500) (T) - Olimbiakósz (43,000) - Young Boys (35,000) - Crvena zvezda (32,500) - Ludogorec Razgrad (28,000) (T) - Malmö FF(18,500) (T) - Legia Warszawa (16,500) (T) - CFR Cluj (16,500) (T) - Sheriff Tiraspol (14,500) (T) - Ferencváros (13,500) (T) | Nem kiemeltek: - Mura (9,000) (T) - Slovan Bratislava (7,500) (T) - Neftçi (6,500) (T) - Alashkert (6,500) (T) - Žalgiris (6,500) (T) - Flora (6,250) (T) - HJK (6,000) (T) - Kajrat (6,000) (T) - Lincoln Red Imps (5,750) (T) - Omónia (5,500) |

Nem bajnoki ág
| Kiemeltek: - Celtic (34,000) - PSV Eindhoven (29,000) - Sparta Praha (17,500) | Nem kiemeltek: - Galatasaray (17,000) - Rapid Wien (17,000) - Midtjylland (13,500) |

Párosítások
A 2. selejtezőkör sorsolását 2021. június 16-án, 12 órától tartották. A párosítások győztesei a 3. selejtezőkörbe jutottak. A vesztesek az Európa-liga 3. selejtezőkörébe kerültek.
| 1. csapat         | Össz.Tooltip Aggregate score | 2. csapat         | 1. mérk. | 2. mérk.   |
| ----------------- | ---------------------------- | ----------------- | -------- | ---------- |
| Bajnoki ág        |                              |                   |          |            |
| Dinamo Zagreb     | 3–0                          | Omónia            | 2–0      | 1–0        |
| Slovan Bratislava | 2–3                          | Young Boys        | 0–0      | 2–3        |
| Legia Warszawa    | 3–1                          | Flora             | 2–1      | 1–0        |
| Alashkert         | 1–4                          | Sheriff Tiraspol  | 0–1      | 1–3        |
| Olimbiakósz       | 2–0                          | Neftçi            | 1–0      | 1–0        |
| Kajrat            | 2–6                          | Crvena zvezda     | 2–1      | 0–5        |
| Lincoln Red Imps  | 1–4                          | CFR Cluj          | 1–2      | 0–2        |
| Malmö FF          | 4–3                          | HJK               | 2–1      | 2–2        |
| Ferencváros       | 5–1                          | Žalgiris          | 2–0      | 3–1        |
| Mura              | 1–3                          | Ludogorec Razgrad | 0–0      | 1–3        |
| Nem bajnoki ág    |                              |                   |          |            |
| Rapid Wien        | 2–3                          | Sparta Praha      | 2–1      | 0–2        |
| Celtic            | 2–3                          | Midtjylland       | 1–1      | 1–2 (h.u.) |
| PSV Eindhoven     | 7–2                          | Galatasaray       | 5–1      | 2–1        |

### 3. selejtezőkör
A 3. selejtezőkör két ágból állt. A bajnoki ágon 10 csapat, a nem bajnoki ágon 8 csapat vett részt.
- T: A 2. selejtezőkörből továbbjutott csapat, a sorsoláskor nem volt ismert.
- A dőlt betűvel írtak a 2. selejtezőkörben egy magasabb együtthatóval rendelkező csapat ellen győztek, és az ellenfél együtthatóját hozták magukkal.

Bajnoki ág
| - Dinamo Zagreb (44,500) (T) - Slavia Praha (43,500) - Olimbiakósz (43,000) (T) - Young Boys (35,000) (T) - Crvena zvezda (32,500) (T) - Rangers (31,250) | - Ludogorec Razgrad (28,000) (T) - Malmö FF (18,500) (T) - Legia Warszawa (16,500) (T) - CFR Cluj (16,500) (T) - Sheriff Tiraspol (14,500) (T) - Ferencváros (13,500) (T) |

Nem bajnoki ág
| Kiemeltek: - Sahtar Doneck (79,000) - Benfica (58,000) - Monaco (36,000) - Midtjylland (34,000) (T) | Nem kiemeltek: - Genk (30,000) - PSV Eindhoven (29,000) (T) - Szpartak Moszkva (18,500) - Sparta Praha (17,500) (T) |

Párosítások
A 3. selejtezőkör sorsolását 2021. július 19-én, 12 órától tartották. A párosítások győztesei a rájátszásba jutottak. A bajnoki ág vesztes csapatai az Európa-liga rájátszásába, a nem bajnoki ág vesztes csapatai az Európa-liga csoportkörébe kerültek.
| 1. csapat        | Össz.Tooltip Aggregate score | 2. csapat         | 1. mérk. | 2. mérk.   |
| ---------------- | ---------------------------- | ----------------- | -------- | ---------- |
| Bajnoki ág       |                              |                   |          |            |
| Dinamo Zagreb    | 2–1                          | Legia Warszawa    | 1–1      | 1–0        |
| CFR Cluj         | 2–4                          | Young Boys        | 1–1      | 1–3        |
| Olimbiakósz      | 3–3 (t. 1–4)                 | Ludogorec Razgrad | 1–1      | 2–2 (h.u.) |
| Crvena zvezda    | 1–2                          | Sheriff Tiraspol  | 1–1      | 0–1        |
| Malmö FF         | 4–2                          | Rangers           | 2–1      | 2–1        |
| Ferencváros      | 2–1                          | Slavia Praha      | 2–0      | 0–1        |
| Nem bajnoki ág   |                              |                   |          |            |
| PSV Eindhoven    | 4–0                          | Midtjylland       | 3–0      | 1–0        |
| Szpartak Moszkva | 0–4                          | Benfica           | 0–2      | 0–2        |
| Genk             | 2–4                          | Sahtar Doneck     | 1–2      | 1–2        |
| Sparta Praha     | 1–5                          | Monaco            | 0–2      | 1–3        |

### Rájátszás
A rájátszás két ágból állt. A bajnoki ágon 8 csapat, a nem bajnoki ágon 4 csapat vett részt.
- T: A 3. selejtezőkörből továbbjutott csapat, a sorsoláskor nem volt ismert.
- A dőlt betűvel írtak a 3. selejtezőkörben egy magasabb együtthatóval rendelkező csapat ellen győztek, és az ellenfél együtthatóját hozták magukkal.

Bajnoki ág
| - Red Bull Salzburg (59,000) - Dinamo Zagreb (44,500) (T) - Ferencváros (43,500) (T) - Ludogorec Razgrad (43,000) (T) | - Young Boys (35,000) (T) - Sheriff Tiraspol (32,500) (T) - Malmö FF (31,250) (T) - Brøndby (7,000) |

Nem bajnoki ág
| Kiemeltek: - Sahtar Doneck (79,000) (T) - Benfica (58,000) (T) | Nem kiemeltek: - Monaco (36,000) (T) - PSV Eindhoven (29,000) (T) |

Párosítások
A rájátszás sorsolását 2021. augusztus 2-án 12 órától tartották. A mérkőzéseket 2021. augusztus 17-én és 18-án, valamint augusztus 24-én és 25-én játszották. A párosítások győztesei a csoportkörbe jutottak. A vesztesek az Európa-liga csoportkörébe kerültek.
| 1. csapat         | Össz.Tooltip Aggregate score | 2. csapat         | 1. mérk. | 2. mérk.   |
| ----------------- | ---------------------------- | ----------------- | -------- | ---------- |
| Bajnoki ág        |                              |                   |          |            |
| Red Bull Salzburg | 4–2                          | Brøndby           | 2–1      | 2–1        |
| Young Boys        | 6–4                          | Ferencváros       | 3–2      | 3–2        |
| Malmö FF          | 3–2                          | Ludogorec Razgrad | 2–0      | 1–2        |
| Sheriff Tiraspol  | 3–0                          | Dinamo Zagreb     | 3–0      | 0–0        |
| Nem bajnoki ág    |                              |                   |          |            |
| Monaco            | 2–3                          | Sahtar Doneck     | 0–1      | 2–2 (h.u.) |
| Benfica           | 2–1                          | PSV Eindhoven     | 2–1      | 0–0        |

## Csoportkör
Az alábbi csapatok vettek részt a csoportkörben:
- 26 csapat ebben a körben lépett be
- 6 győztes csapat a UEFA-bajnokok ligája rájátszásából (4 a bajnoki ágról, 2 a nem bajnoki ágról)

A sorsolás előtt a csapatokat 4 kalapba sorolták be, a következők szerint:
- Az 1. kalapba került a UEFA-bajnokok ligája címvédője, az Európa-liga címvédője és a 2020-as ország-együttható szerinti első hat ország bajnokcsapata.[3]
- A 2., 3. és 4. kalapba került a többi csapat, a 2021-es klub-együtthatóik sorrendjében.[12]

A csoportkör sorsolását 2021. augusztus 26-án tartották Isztambulban, közép-európai idő szerint 18 órától (helyi idő szerint 19 órától). A 32 csapatot 8 darab négycsapatos csoportba sorsolták. Azonos tagországba tartozó, illetve az oroszok és ukránok nem voltak sorsolhatók azonos csoportba.
A csoportokban a csapatok körmérkőzéses, oda-visszavágós rendszerben mérkőztek meg egymással. A játéknapok: szeptember 14–15., szeptember 28–29., október 19–20., november 2–3., november 23–24., december 7–8. A csoportok első két helyezettje az egyenes kieséses szakaszba jutott, a harmadik helyezettek az Európa-liga nyolcaddöntő rájátszásába kerültek, az utolsó helyezettek kiestek.
| 1. kalap - ChelseaBL (98,000) - VillarrealEL (63,000) - Atlético Madrid (115,000) - Bayern München (134,000) - Manchester City (125,000) - Internazionale (53,000) - Lille (14,000) - Sporting CP (45,500) 2. kalap - Real Madrid (127,000) - Barcelona (122,000) - Juventus (120,000) - Manchester United (113,000) - Paris Saint-Germain (113,000) - Liverpool (101,000) - Sevilla (98,000) - Borussia Dortmund (90,000) | 3. kalap - Porto (87,000) - Ajax (82,500) - Sahtar Doneck (79,000) - RB Leipzig (66,000) - Red Bull Salzburg (59,000) - Benfica (58,000) - Atalanta (50,500) - Zenyit (50,000) 4. kalap - Beşiktaş (49,000) - Dinamo Kijiv (47,000) - Club Brugge (35,500) - Young Boys (35,000) - Milan (31,000) - Malmö FF (18,500) - VfL Wolfsburg (14,714) - Sheriff Tiraspol (14,500) |

### A csoport
| Hely. | Csapat              | M | Gy | D | V | G+ | G– | Gk  | P  | Továbbjutás                                       |  | MCI | PSG | LPZ | BRU |
| ----- | ------------------- | - | -- | - | - | -- | -- | --- | -- | ------------------------------------------------- |  | --- | --- | --- | --- |
| 1.    | Manchester City     | 6 | 4  | 0 | 2 | 18 | 10 | +8  | 12 | Továbbjutott a nyolcaddöntőbe                     |  | —   | 2–1 | 6–3 | 4–1 |
| 2.    | Paris Saint-Germain | 6 | 3  | 2 | 1 | 13 | 8  | +5  | 11 | Továbbjutott a nyolcaddöntőbe                     |  | 2–0 | —   | 3–2 | 4–1 |
| 3.    | RB Leipzig          | 6 | 2  | 1 | 3 | 15 | 14 | +1  | 7  | Átkerült az Európa-liga nyolcaddöntő rájátszásába |  | 2–1 | 2–2 | —   | 1–2 |
| 4.    | Club Brugge         | 6 | 1  | 1 | 4 | 6  | 20 | −14 | 4  |                                                   |  | 1–5 | 1–1 | 0–5 | —   |

### B csoport
| Hely. | Csapat          | M | Gy | D | V | G+ | G– | Gk  | P  | Továbbjutás                                       |  | LIV | ATM | POR | MIL |
| ----- | --------------- | - | -- | - | - | -- | -- | --- | -- | ------------------------------------------------- |  | --- | --- | --- | --- |
| 1.    | Liverpool       | 6 | 6  | 0 | 0 | 17 | 6  | +11 | 18 | Továbbjutott a nyolcaddöntőbe                     |  | —   | 2–0 | 2–0 | 3–2 |
| 2.    | Atlético Madrid | 6 | 2  | 1 | 3 | 7  | 8  | −1  | 7  | Továbbjutott a nyolcaddöntőbe                     |  | 2–3 | —   | 0–0 | 0–1 |
| 3.    | Porto           | 6 | 1  | 2 | 3 | 4  | 11 | −7  | 5  | Átkerült az Európa-liga nyolcaddöntő rájátszásába |  | 1–5 | 1–3 | —   | 1–0 |
| 4.    | Milan           | 6 | 1  | 1 | 4 | 6  | 9  | −3  | 4  |                                                   |  | 1–2 | 1–2 | 1–1 | —   |

### C csoport
| Hely. | Csapat            | M | Gy | D | V | G+ | G– | Gk  | P  | Továbbjutás                                       |  | AJX | SPO | DOR | BSK |
| ----- | ----------------- | - | -- | - | - | -- | -- | --- | -- | ------------------------------------------------- |  | --- | --- | --- | --- |
| 1.    | Ajax              | 6 | 6  | 0 | 0 | 20 | 5  | +15 | 18 | Továbbjutott a nyolcaddöntőbe                     |  | —   | 4–2 | 4–0 | 2–0 |
| 2.    | Sporting CP       | 6 | 3  | 0 | 3 | 14 | 12 | +2  | 9  | Továbbjutott a nyolcaddöntőbe                     |  | 1–5 | —   | 3–1 | 4–0 |
| 3.    | Borussia Dortmund | 6 | 3  | 0 | 3 | 10 | 11 | −1  | 9  | Átkerült az Európa-liga nyolcaddöntő rájátszásába |  | 1–3 | 1–0 | —   | 5–0 |
| 4.    | Beşiktaş          | 6 | 0  | 0 | 6 | 3  | 19 | −16 | 0  |                                                   |  | 1–2 | 1–4 | 1–2 | —   |

### D csoport
| Hely. | Csapat           | M | Gy | D | V | G+ | G– | Gk  | P  | Továbbjutás                                       |  | RMA | INT | SHE | SHK |
| ----- | ---------------- | - | -- | - | - | -- | -- | --- | -- | ------------------------------------------------- |  | --- | --- | --- | --- |
| 1.    | Real Madrid      | 6 | 5  | 0 | 1 | 14 | 3  | +11 | 15 | Továbbjutott a nyolcaddöntőbe                     |  | —   | 2–0 | 1–2 | 2–1 |
| 2.    | Internazionale   | 6 | 3  | 1 | 2 | 8  | 5  | +3  | 10 | Továbbjutott a nyolcaddöntőbe                     |  | 0–1 | —   | 3–1 | 2–0 |
| 3.    | Sheriff Tiraspol | 6 | 2  | 1 | 3 | 7  | 11 | −4  | 7  | Átkerült az Európa-liga nyolcaddöntő rájátszásába |  | 0–3 | 1–3 | —   | 2–0 |
| 4.    | Sahtar Doneck    | 6 | 0  | 2 | 4 | 2  | 12 | −10 | 2  |                                                   |  | 0–5 | 0–0 | 1–1 | —   |

### E csoport
| Hely. | Csapat         | M | Gy | D | V | G+ | G– | Gk  | P  | Továbbjutás                                       |  | BAY | BEN | BAR | DKV |
| ----- | -------------- | - | -- | - | - | -- | -- | --- | -- | ------------------------------------------------- |  | --- | --- | --- | --- |
| 1.    | Bayern München | 6 | 6  | 0 | 0 | 22 | 3  | +19 | 18 | Továbbjutott a nyolcaddöntőbe                     |  | —   | 5–2 | 3–0 | 5–0 |
| 2.    | Benfica        | 6 | 2  | 2 | 2 | 7  | 9  | −2  | 8  | Továbbjutott a nyolcaddöntőbe                     |  | 0–4 | —   | 3–0 | 2–0 |
| 3.    | Barcelona      | 6 | 2  | 1 | 3 | 2  | 9  | −7  | 7  | Átkerült az Európa-liga nyolcaddöntő rájátszásába |  | 0–3 | 0–0 | —   | 1–0 |
| 4.    | Dinamo Kijiv   | 6 | 0  | 1 | 5 | 1  | 11 | −10 | 1  |                                                   |  | 1–2 | 0–0 | 0–1 | —   |

### F csoport
| Hely. | Csapat            | M | Gy | D | V | G+ | G– | Gk | P  | Továbbjutás                                       |  | MUN | VIL | ATA | YB  |
| ----- | ----------------- | - | -- | - | - | -- | -- | -- | -- | ------------------------------------------------- |  | --- | --- | --- | --- |
| 1.    | Manchester United | 6 | 3  | 2 | 1 | 11 | 8  | +3 | 11 | Továbbjutott a nyolcaddöntőbe                     |  | —   | 2–1 | 3–2 | 1–1 |
| 2.    | Villarreal        | 6 | 3  | 1 | 2 | 12 | 9  | +3 | 10 | Továbbjutott a nyolcaddöntőbe                     |  | 0–2 | —   | 2–2 | 2–0 |
| 3.    | Atalanta          | 6 | 1  | 3 | 2 | 12 | 13 | −1 | 6  | Átkerült az Európa-liga nyolcaddöntő rájátszásába |  | 2–2 | 2–3 | —   | 1–0 |
| 4.    | Young Boys        | 6 | 1  | 2 | 3 | 7  | 12 | −5 | 5  |                                                   |  | 2–1 | 1–4 | 3–3 | —   |

### G csoport
| Hely. | Csapat            | M | Gy | D | V | G+ | G– | Gk | P  | Továbbjutás                                       |  | LIL | SLZ | SEV | WOL |
| ----- | ----------------- | - | -- | - | - | -- | -- | -- | -- | ------------------------------------------------- |  | --- | --- | --- | --- |
| 1.    | Lille             | 6 | 3  | 2 | 1 | 7  | 4  | +3 | 11 | Továbbjutott a nyolcaddöntőbe                     |  | —   | 1–0 | 0–0 | 0–0 |
| 2.    | Red Bull Salzburg | 6 | 3  | 1 | 2 | 8  | 6  | +2 | 10 | Továbbjutott a nyolcaddöntőbe                     |  | 2–1 | —   | 1–0 | 3–1 |
| 3.    | Sevilla           | 6 | 1  | 3 | 2 | 5  | 5  | 0  | 6  | Átkerült az Európa-liga nyolcaddöntő rájátszásába |  | 1–2 | 1–1 | —   | 2–0 |
| 4.    | VfL Wolfsburg     | 6 | 1  | 2 | 3 | 5  | 10 | −5 | 5  |                                                   |  | 1–3 | 2–1 | 1–1 | —   |

### H csoport
| Hely. | Csapat   | M | Gy | D | V | G+ | G– | Gk  | P  | Továbbjutás                                       |  | JUV | CHL | ZEN | MAL |
| ----- | -------- | - | -- | - | - | -- | -- | --- | -- | ------------------------------------------------- |  | --- | --- | --- | --- |
| 1.    | Juventus | 6 | 5  | 0 | 1 | 10 | 6  | +4  | 15 | Továbbjutott a nyolcaddöntőbe                     |  | —   | 1–0 | 4–2 | 1–0 |
| 2.    | Chelsea  | 6 | 4  | 1 | 1 | 14 | 4  | +10 | 13 | Továbbjutott a nyolcaddöntőbe                     |  | 4–0 | —   | 1–0 | 4–0 |
| 3.    | Zenyit   | 6 | 1  | 2 | 3 | 11 | 11 | 0   | 5  | Átkerült az Európa-liga nyolcaddöntő rájátszásába |  | 0–1 | 3–3 | —   | 4–0 |
| 4.    | Malmö FF | 6 | 0  | 1 | 5 | 1  | 14 | −13 | 1  |                                                   |  | 0–3 | 0–1 | 1–1 | —   |

## Egyenes kieséses szakasz
Az egyenes kieséses szakaszban az a tizenhat csapat vesz részt, amelyek a csoportkör során a saját csoportjuk első két helyének valamelyikén végeznek.

### Nyolcaddöntők
A sorsolást eredetileg 2021. december 13-án, közép-európai idő szerint 12 órától tartották. A sorsolás során azonban több szabálytalanság volt: A Villarreal a Manchester Unitedet kapta ellenfélnek, holott ők azonos csoportból jutottak tovább, majd egy másik golyót húztak ki, amely a Manchester City volt. Ezt követően az Atlético Madrid ellenfelei közé a Liverpoolt is elhelyezték (azonos csoportból jutottak tovább) és a Manchester Unitedet kihagyták. Később az UEFA visszavonta a sorsolás eredményét technikai hibára hivatkozva és bejelentette, hogy a fordulót teljesen újrasorsolják közép-európai idő szerint 15 órakor. Az első mérkőzéseket 2022. február 15. és 23. között, a visszavágókat március 8. és 16. között játszották.
| 1. csapat           | Össz.Tooltip Aggregate score | 2. csapat         | 1. mérk. | 2. mérk. |
| ------------------- | ---------------------------- | ----------------- | -------- | -------- |
| Red Bull Salzburg   | 2–8                          | Bayern München    | 1–1      | 1–7      |
| Sporting CP         | 0–5                          | Manchester City   | 0–5      | 0–0      |
| Benfica             | 3–2                          | Ajax              | 2–2      | 1–0      |
| Chelsea             | 4–1                          | Lille             | 2–0      | 2–1      |
| Atlético Madrid     | 2–1                          | Manchester United | 1–1      | 1–0      |
| Villarreal          | 4–1                          | Juventus          | 1–1      | 3–0      |
| Internazionale      | 1–2                          | Liverpool         | 0–2      | 1–0      |
| Paris Saint-Germain | 2–3                          | Real Madrid       | 1–0      | 1–3      |

### Negyeddöntők
A negyeddöntők sorsolását 2022. március 18-án, közép-európai idő szerint 12 órától tartották. Az első mérkőzéseket 2022. április 5-én és 6-án, a második mérkőzéseket április 12-én és 13-án játszották.
| 1. csapat       | Össz.Tooltip Aggregate score | 2. csapat       | 1. mérk. | 2. mérk.   |
| --------------- | ---------------------------- | --------------- | -------- | ---------- |
| Chelsea         | 4–5                          | Real Madrid     | 1–3      | 3–2 (h.u.) |
| Manchester City | 1–0                          | Atlético Madrid | 1–0      | 0–0        |
| Villarreal      | 2–1                          | Bayern München  | 1–0      | 1–1        |
| Benfica         | 4–6                          | Liverpool       | 1–3      | 3–3        |

### Elődöntők
Az elődöntők sorsolását 2022. március 18-án tartották, közép-európai idő szerint 12 órától, a negyeddöntők sorsolását követően. Az első mérkőzéseket 2022. április 26-án és 27-én, a második mérkőzéseket május 3-án és 4-én játszották.
| 1. csapat       | Össz.Tooltip Aggregate score | 2. csapat   | 1. mérk. | 2. mérk.   |
| --------------- | ---------------------------- | ----------- | -------- | ---------- |
| Manchester City | 5–6                          | Real Madrid | 4–3      | 1–3 (h.u.) |
| Liverpool       | 5–2                          | Villarreal  | 2–0      | 3–2        |

### Döntő
A pályaválasztót 2022. március 18-án sorsolták, az elődöntők sorsolását követően.
| 2022. május 28. 21:36 |

| Liverpool | 0–1               | Real Madrid  |
| --------- | ----------------- | ------------ |
|           | (0–0) Jegyzőkönyv | Vinícius 59' |

| Stade de France, Párizs Játékvezető: Clément Turpin (francia) |

## Statisztikák
A selejtező fordulókat nem számítva. 2022. május 28-i adatok alapján.

### Gólok
| Helyezés | Játékos            | Csapat              | Gólok | Játszott percek |
| -------- | ------------------ | ------------------- | ----- | --------------- |
| 1        | Karim Benzema      | Real Madrid         | 15    | 1106            |
| 2        | Robert Lewandowski | Bayern München      | 13    | 876             |
| 3        | Sébastien Haller   | Ajax                | 11    | 668             |
| 4        | Mohamed Szaláh     | Liverpool           | 8     | 1008            |
| 5        | Christopher Nkunku | RB Leipzig          | 7     | 531             |
| 5        | Rijad Mahrez       | Manchester City     | 7     | 986             |
| 7        | Cristiano Ronaldo  | Manchester United   | 6     | 611             |
| 7        | Darwin Núñez       | Benfica             | 6     | 613             |
| 7        | Kylian Mbappé      | Paris Saint-Germain | 6     | 673             |
| 7        | Leroy Sané         | Bayern München      | 6     | 798             |
| 7        | Arnaut Danjuma     | Villareal           | 6     | 906             |

### Gólpasszok
| Helyezés | Játékos                | Csapat              | Gólpasszok | Játszott percek |
| -------- | ---------------------- | ------------------- | ---------- | --------------- |
| 1        | Bruno Fernandes        | Manchester United   | 7          | 520             |
| 2        | Leroy Sané             | Bayern München      | 6          | 798             |
| 2        | Vinícius Júnior        | Real Madrid         | 6          | 1199            |
| 4        | Antony                 | Ajax                | 5          | 577             |
| 5        | João Mário             | Benfica             | 4          | 493             |
| 5        | Gerard Moreno          | Villareal           | 4          | 524             |
| 5        | Kylian Mbappé          | Paris Saint-Germain | 4          | 673             |
| 5        | Kevin De Bruyne        | Manchester City     | 4          | 734             |
| 5        | Trent Alexander-Arnold | Liverpool           | 4          | 749             |
| 5        | Étienne Capoue         | Villareal           | 4          | 1046            |
| 5        | Luka Modrić            | Real Madrid         | 4          | 1077            |